# لمور ورزشکار رایت
 لمور ورزشکار رایت (نام علمی: Lepilemur wrightae) نام یک گونه از سرده لمورهای ورزشکار است. یک لمور ورزشی بومی ماداگاسکار است. این یکی از لمورهای ورزشی بزرگ با طول کل حدود 52 تا 64 سانتی متر (20 تا 25 اینچ) است که 24 تا 27 سانتی متر (9.4-10.6 اینچ) از طول آن دم است. در جنوب شرقی ماداگاسکار یافت می شود و در جنگل های اولیه و ثانویه با ارتفاع متوسط زندگی می کند.